# 普东镇
普东镇是中国山东省青岛市即墨区原下辖的一个镇。2012年，普东镇改制为普东中心社区，并入大信镇。

## 行政区划
普东镇下辖常家街村、普西村、普东村、王家街村、赵家街村、钟家街村、任家屯村、桃杭村、付家屯村、梁家荒村、后家屯村、洪沟村、东孙唐庄村、南孙唐庄村、西孙唐庄村、葛埠村、衣家屯村、唐李屯村、曲家屯村、王家疃村、发玄桥村、展家屯村、潘家屯村、草场村、八宝庄村、杨家庄村、袁家屯村、抬一村、抬二村、抬三村、抬四村、王家村、长直村、尹家村、赵家村、宋家庄村、姜家村、杨家村、小店村、张一里村、张三里村、张四里村、张六里村、小范戈庄村、道口东村、范东村、范西村、前进村。